# ليس برغرونيس (كيبك)
ليس برغرونيس (بالإنجليزية: Les Bergeronnes, Quebec)‏ هي بلدية محلية في كيبيك تقع في كندا في Côte-Nord. يقدر عدد سكانها بـ 693 نسمة ومساحتها 287.00 كم2 .